# Hipismo nos Jogos Olímpicos de Verão de 1900
O hipismo foi disputado pela primeira vez em Olimpíadas nos Jogos Olímpicos de Verão de 1900 em Paris. Apesar de cinco eventos terem sido realizados, o Comitê Olímpico Internacional reconhece apenas três como oficial

## Salto
| Pos. | País          | Atletas               | Cavalo        |
| ---- | ------------- | --------------------- | ------------- |
|      | Bélgica (BEL) | Aimé Haageman         | Benton II     |
|      | Bélgica (BEL) | Georges van der Poële | Winsor Squire |
|      | França (FRA)  | Louis de Champsavin   | Terpsichore   |

A competição de salto em 1900 era muito similar a que se disputa nos dias atuais. Os cavaleiros percorriam um percurso de 850 metros com 22 obstáculos, incluindo saltos duplos e triplos e sobre água. 45 competidores participaram das disputas, sendo que 37 completaram o trajeto. Os nomes de 27 competidores são desconhecidos.
| Pos. | Cavaleiro                     | País           | Cavalo        | Tempo        |
| ---- | ----------------------------- | -------------- | ------------- | ------------ |
| 1    | Aimé Haageman                 | Bélgica        | Benton II     | 2:16.0       |
| 2    | Georges van der Poële         | Bélgica        | Winsor Squire | 2:17.6       |
| 3    | Louis de Champsavin           | França         | Terpsichore   | 2:26.0       |
| 4-37 | Count d'Havrincourt           | França         | Mavourneen    | desconhecido |
| 4-37 | Maurice Jéhin                 | França         | Bistouri      | desconhecido |
| 4-37 | Henri Leclerc                 | França         | Extra-Dry     | desconhecido |
| 4-37 | Henri Leclerc                 | França         | Gilles        | desconhecido |
| 4-37 | Hermann John Mandl            | Estados Unidos | desconhecido  | desconhecido |
| 4-37 | Napoléon Murat                | França         | Arcadius      | desconhecido |
| 4-37 | desconhecido                  | França         | Tip-Top       | desconhecido |
| 4-37 | 27 competidores desconhecidos |                |               |              |

## Salto em altura
| Pos. | País          | Atletas                   | Cavalo |
| ---- | ------------- | ------------------------- | ------ |
|      | França (FRA)  | Dominique Gardères        | Oreste |
|      | Itália (ITA)  | Giovanni Giorgio Trissino | Canéla |
|      | -             | nenhum                    | -      |
|      | Bélgica (BEL) | Georges van der Poële     | Ludlow |

Dezoito cavaleiros disputaram o evento de salto em altura, sendo que apenas os cinco primeiros se tem registro de nome. Os outros 13 competidores são desconhecidos.
| Pos. | Cavaleiro                     | País           | Cavalo       | Altura       |
| ---- | ----------------------------- | -------------- | ------------ | ------------ |
| 1    | Dominique Gardères            | França         | Oreste       | 1,85 metro   |
| 1    | Giovanni Giorgio Trissino     | Itália         | Canéla       | 1,85 metro   |
| 3    | Georges van der Poële         | Bélgica        | Ludlow       | 1,70 metro   |
| 4    | Giovanni Giorgio Trissino     | Itália         | Mélepo       | 1,70 metro   |
| 5-18 | Hermann John Mandl            | Estados Unidos | desconhecido | desconhecido |
| 5-18 | 13 competidores desconhecidos |                |              |              |

## Salto em distância
| Pos. | País          | Atletas                   | Cavalo    |
| ---- | ------------- | ------------------------- | --------- |
|      | Bélgica (BEL) | Constant van Langendonck  | Extra-Dry |
|      | Itália (ITA)  | Giovanni Giorgio Trissino | Oreste    |
|      | França (FRA)  | de Bellegarde             | Tolla     |

Dezessete cavaleiros disputaram o evento de salto em distância. Nove cavaleiros tem seus nomes desconhecidos.
| Pos. | Cavaleiro                    | País           | Cavalo        | Distância    |
| ---- | ---------------------------- | -------------- | ------------- | ------------ |
| 1    | Constant van Langendonck     | Bélgica        | Extra-Dry     | 6,10 metros  |
| 2    | Giovanni Giorgio Trissino    | Itália         | Oreste        | 5,70 metros  |
| 3    | de Bellegarde                | França         | Tolla         | 5,30 metros  |
| 4    | Napoléon Murat               | França         | Bayard        | 4,90 metros  |
| 5-17 | Hermann John Mandl           | Estados Unidos | desconhecido  | desconhecido |
| 5-17 | Uberto Visconti di Modrone   | Itália         | Jupe-en-l'Air | desconhecido |
| 5-17 | Orloff                       | Rússia         | desconhecido  | desconhecido |
| 5-17 | de Poliakov                  | Rússia         | desconhecido  | desconhecido |
| 5-17 | 9 competidores desconhecidos |                |               |              |

## Quadro de medalhas do hipismo
| Ordem | País        | Medalha de ouro | Medalha de prata | Medalha de bronze | Total |
| ----- | ----------- | --------------- | ---------------- | ----------------- | ----- |
| 1     | BEL Bélgica | 2               | 1                | 1                 | 4     |
| 2     | ITA Itália  | 1               | 1                | 0                 | 2     |
| 3     | FRA França  | 1               | 0                | 2                 | 3     |